# Liste der Monuments historiques in Aubigny-au-Bac
Die Liste der Monuments historiques in Aubigny-au-Bac führt die Monuments historiques in der französischen Gemeinde Aubigny-au-Bac auf.

## Liste der Bauwerke
| Bezeichnung              | Beschreibung | Standort               | Kennzeichnung | Schutzstatus | Datum | Bild |
| ------------------------ | ------------ | ---------------------- | ------------- | ------------ | ----- | ---- |
| Menhir Pierre qui Pousse |              | Marais-à-Tourbe (Lage) | PA00107349    | Inscrit      | 1979  |      |